# Revuelta de Taos
La Revuelta de Taos fue una insurrección popular en enero de 1847 por los mexicanos y los indios Pueblo contra la ocupación de lo que hoy es el norte de Nuevo México de los Estados Unidos durante la Intervención estadounidense en México. 
En dos campañas cortas, las tropas y la milicia de los Estados Unidos aplastaron la rebelión de los mexicanos y sus aliados. Los rebeldes se reagruparon y se enfrentaron tres compromisos más, pero después de ser derrotados, abandonaron la guerra abierta.

## Antecedentes
En agosto de 1846 el territorio de Nuevo México, entonces bajo el gobierno de México, cayó ante las fuerzas estadounidenses bajo Stephen Watts Kearny. El gobernador Manuel Armijo se rindió en la batalla de Santa Fe sin disparar un tiro. Cuando Kearny marchó con sus fuerzas hacia California, dejó al coronel Sterling Price al comando de las fuerzas estadounidenses en Nuevo México. Nombró a Charles Bent como el primer gobernador territorial de Nuevo México. 
Muchos habitantes de Nuevo México fueron sin reconciliarse con la rendición de Armijo; también resentían el trato por parte de soldados estadounidenses, que el gobernador Bent describe: 

"Como otras tropas de ocupación han hecho en otros momentos y lugares se han hecho, se comprometieron a actuar como conquistadores." El gobernador Bent imploró al superior, el coronel Alexander William Doniphan, "interponer su autoridad para obligar a los soldados a respetar los derechos de los habitantes. Estos ultrajes se están volviendo tan frecuentes que yo concibo graves consecuencias deben resultar más pronto o más tarde, si no se toman medidas para prevenirlos ".
Una cuestión más significativa que los insultos diarios mortificantes fue que muchos nuevos ciudadanos mexicanos temían que sus títulos de propiedad, emitidos por el gobierno mexicano, no serían reconocidos por los Estados Unidos. Les preocupaba que simpatizantes estadounidenses prosperarían a sus expensas. Tras la salida de Kearny, disidentes en Santa Fe planean un levantamiento en Navidad. Cuando los planes fueron descubiertos por las autoridades estadounidenses, los disidentes pospusieron el levantamiento. Ellos atrajeron numerosos aliados nativos americanos, incluidos los indios pueblo, que también querían empujar a los estadounidenses del territorio

## Revuelta

### Masacre de Taos
En la mañana del 19 de enero de 1847, los insurgentes comenzaron la revuelta en San Fernando de Taos, hoy en día de Taos, Nuevo México. Fueron conducidos por Pablo Montoya, un mexicano, y Tomás Romero, un nativo americano de Taos también conocido como Tomasito (Little Thomas).
Romero encabezó una fuerza de nativos americanos a la casa del gobernador Charles Bent, donde rompieron la puerta, dispararon a Bent con flechas, y le arrancaron el cuero cabelludo, en presencia de su familia. Después se trasladaron, Bent todavía estaba vivo. Con su esposa Ignacia y sus hijos y las esposas de los amigos de Kit Carson y Thomas Boggs, el grupo escapó cavando a través de las paredes de adobe de su casa y corriendo a la de al lado. Cuando los insurgentes descubrieron la huida, mataron a Bent, pero dejaron a las mujeres y los niños sanos y salvos.
Los indios mataron y arrancaron el cuero cabelludo de otros varios funcionarios del gobierno, junto con otros vistos en relación con el nuevo gobierno territorial EE. UU. Entre los muertos estaban Stephen Lee, actuando como sheriff del condado; Cornelio Vigil, prefecto y juez testamentario; y J.W. Leal, abogado de circuito. "Al parecer", escribió el coronel Price, "era el objeto de los sublevados dar muerte a todos los ... hombres que habían aceptado la oficina bajo el gobierno de Estados Unidos".

### Masacres de Arroyo Hondo y Mora
Al día siguiente, una gran fuerza armada de aproximadamente 500 mexicanos e indios pueblo atacó y sitiaron el molino de Simeón Turley en Arroyo Hondo, a varios kilómetros de Taos. Charles Autobees, un empleado de la fábrica, vio a los hombres que venían. Cabalgó a Santa Fe para pedir ayuda de las fuerzas de ocupación estadounidenses. De ocho a diez hombres de la montaña se quedaron en la fábrica para la defensa. Después de una batalla de un día, sólo dos de los montañeses, John David Albert y Thomas Tate Tobin, y el medio hermano de Autobees, sobrevivieron. Ambos escaparon por separado a pie durante la noche. El mismo día los insurgentes mexicanos mataron a siete comerciantes estadounidenses que estaban de paso por el pueblo de Mora. A lo sumo, 15 estadounidenses murieron en ambas acciones el 20 de enero.